# Войвож (приток Лопъю)
Войвож (Вой-Вож) — река в России, протекает по Республике Коми. Правая составляющая реки Лопъю. Длина реки составляет 38 км.
Система водного объекта: Лопъю → Нившера → Вишера → Вычегда → Северная Двина → Белое море.

## Данные водного реестра
По данным государственного водного реестра России относится к Двинско-Печорскому бассейновому округу, водохозяйственный участок реки — Вычегда от истока до города Сыктывкар, речной подбассейн реки — Вычегда. Речной бассейн реки — Северная Двина.
Код объекта в государственном водном реестре — 03020200112103000016989.